# Skanör-Falsterbo

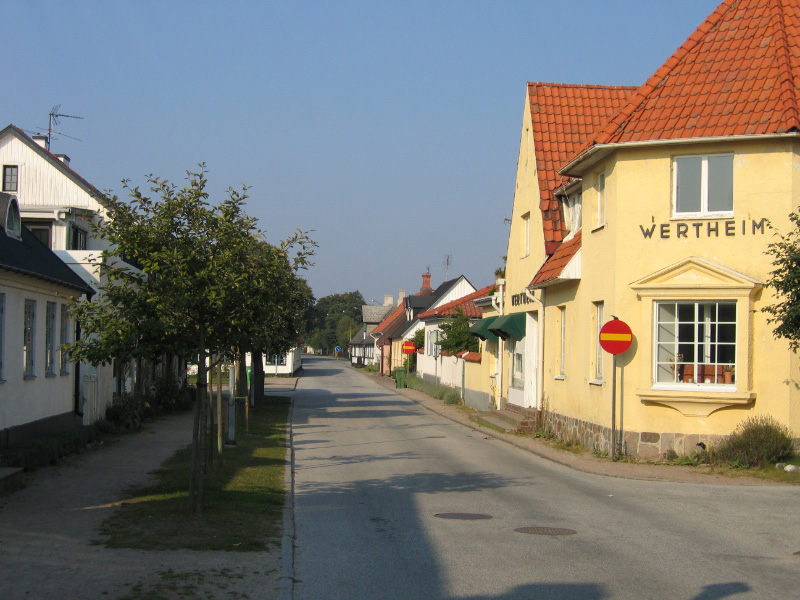
Falsterbo antiga

Skanör-Falsterbo (Skanör med Falsterbo) é uma localidade sueca da província histórica da Escânia, resultante da fusão das duas antigas cidades de Skanör e Falsterbo. Está localizada a 25 km a sul da cidade de Malmö.
A Península de Falsterbo (Falsterbonäset), onde a cidade está situada, marca o limite entre o Mar Báltico e o Estreito de Öresund.

Tem 7 451 (2018) habitantes, e fica na comuna de Vellinge, que faz parte do condado de Skåne.

Skanör tem maior população, mas Falsterbo atrai mais turistas.